# Courmayeur
Courmayeur er en italiensk by i Aostadalen i Norditalien. Byen ligger ved foden af Monte Bianco (Mont Blanc), det højeste bjerg i Alperne og i det vestlige Europa. Courmayur gennemstrømmes af floden Dora Baltea.

## Turisme
Courmayeurs natursceneri gør byen til en attraktiv destination. Det er en berømt skidestination, mens byen om sommeren er en destination for vandrere og klatrere. Europas højest beliggende botaniske have ligger i Courmayeur.
Fra en nærliggende landsby går svævebanen Funivie Monte Bianco op til Pointe Helbronner, hvorfra den fortsætter i Vallée Blanche Aerial Tramway over til Aiguille du Midi. Herfra er det muligt at tage svævebanen Téléphérique de l'Aiguille du Midi til Chamonix.

## Trafikforhold
Courmayeur har vejforbindelse gennem Aostadalen til det nordvestlige Italien (220 km. til Milano). Mont Blanc-tunnelen går fra Courmayeur til Chamonix i Frankrig, hvorfra der er adgang til Schweiz (100 km. til Geneve).

## Links
- Byens hjemmeside Arkiveret 6. februar 2012 hos  Wayback Machine